# 松旭斉静花
松旭斉 静花（しょうきょくさい しずか、1939年1月26日 - ）は、日本のマジシャン。本名∶鈴木 東洋子。出囃子は『二上りたぬき』。

## 経歴
父は東鳥八、母は竹家照子。1939年1月26日、東京都生まれ。
1955年、松旭斎天静に入門。1959年より妹の松旭斎静穗とコンビを組み、日本芸術協会に所属した。1969年1月に引退するが1977年に復帰し1980年、落語協会に入会。
2012年、夫柳家とし松の死去に伴い引退。

## 芸歴
- 1955年 - 松旭斎天静に入門。
- 1959年 - 妹の松旭斎静穗とコンビを組み、日本芸術協会に所属。
- 1969年1月 - 引退。
- 1977年 - 復帰。
- 1980年 - 落語協会に入会。
- 2012年 - 再度引退。